# ルイス・デ・ミラン
ルイス・デ・ミラン（Luis de Milán, 1500年頃 - 1561年以降）は、ルネサンス期のスペインの作曲家、ビウエラ奏者、音楽理論家である。ビウエラのための音楽を出版した史上初の作曲家であり、楽曲にテンポ指示を言語で明記した初期の音楽家の一人として知られる。

## 生涯
ルイス・デ・ミランは、1500年頃にバレンシア（現在のスペイン）で生まれたとされる。その生涯については不明な点が多いものの、バレンシアの宮廷で活動し、副王フェルディナンド2世とジェルマン・ド・フォワの宮廷に仕えていたと推測される。ポルトガルを訪れ、ジョアン3世の宮廷に滞在した可能性があり、彼の代表作である『エル・マエストロ』をジョアン3世に献呈している。

## 主要作品
ミランの最も重要な作品は、1536年に出版されたビウエラのための楽譜集『エル・マエストロ（El Maestro）』である。これはビウエラ音楽の歴史上初の出版譜集であり、様々な難易度の幻想曲、パヴァーヌ、ビジャンシーコ、ソネット（イタリアのソネットに曲を付けたもの）などが含まれている。この楽譜集は、初心者から上級者までが段階的に学べるように構成されており、当時のビウエラ演奏の実践に関する貴重な情報を提供している。また、この作品には音楽のテンポを言葉で指示する記述が含まれており、これは音楽史において画期的な試みであった。
晩年の1561年には、『エル・コルテサーノ（El cortesano）』を出版した。この著作は、カスティリオーネの『廷臣の本』に倣い、バレンシア公爵宮廷の生活を生き生きと描写したものであり、音楽作品ではないものの、当時の宮廷文化や音楽家の生活を知る上で貴重な資料となっている。

## 音楽的貢献
ミランの音楽は、ビウエラのレパートリーを確立しただけでなく、その後のルネサンス音楽におけるテンポ指示の発展に影響を与えた。彼の作品は、単純なホモフォニーからポリフォニー、そして高度なヴィルトゥオーソ的パッセージワークまで多岐にわたり、当時のヨーロッパの音楽には珍しい半音階の使用も見られる。

## 参考書籍
- Encyclopedia.com: Luis Milán. https://www.encyclopedia.com/history/encyclopedias-almanacs-transcripts-and-maps/luis-milan
- Britannica: Luis Milán | Renaissance, Vihuela & Lute. https://www.britannica.com/biography/Luis-Milan
- Classic Cat: Luis de Milan: Biography. https://www.classiccat.net/milan_l_de/biography.php
- AllMusic: Luis de Milán Songs, Albums, Reviews, Bio & More. https://www.allmusic.com/artist/mil%C3%A1n-mn0001197222
- Last.fm: Luis de Milan biography. https://www.last.fm/music/Luis+de+Milan/+wiki
- MusicBrainz: Luis de Milán (Spanish renaissance composer, c. 1500-1561). https://musicbrainz.org/artist/98c5c9bd-6add-4a5c-92cd-dfde0cfa2a0c